# HC SKP Rapid Plzeň
HC SKP Rapid Plzeň (celým názvem: Hockey Club SKP Rapid Plzeň) je český klub ledního hokeje, který sídlí v Plzni ve stejnojmenném kraji. Založen byl v roce 2005. Od sezóny 2016/17 působí v Plzeňské krajské soutěži – sk. B, šesté české nejvyšší soutěži ledního hokeje. Klubové barvy jsou zelená a bílá.
Své domácí zápasy odehrává na zimním stadionu Košutka s kapacitou 255 diváků.
Jako jeden z mála klubů hrajících Plzeňskou krajskou soutěž disponují také fanouškovskou základnou - Rapid Hooligans

## Přehled ligové účasti
Stručný přehled
Zdroj:
- 2010–2011: Plzeňská krajská soutěž – sk. A (5. ligová úroveň v České republice)
- 2011–2013: Plzeňská krajská soutěž – sk. B (6. ligová úroveň v České republice)
- 2013–2016: Plzeňská krajská soutěž – sk. C (7. ligová úroveň v České republice)
- 2016– : Plzeňská krajská soutěž – sk. B (6. ligová úroveň v České republice)

Jednotlivé ročníky
Zdroj:
Legenda: ZČ – základní část, červené podbarvení – sestup, zelené podbarvení – postup, fialové podbarvení – reorganizace, změna skupiny či soutěže
| Česko (2010 – ) |                                 |           |           |                                     |              |
| Sezóny          | Soutěž                          | Úroveň    | ZČ        | Play-off, nadstavba, sk. o udržení… | Poznámky     |
| 2010/11         | Plzeňská krajská soutěž – sk. A | 5. úroveň | 11. místo |                                     | Sestup       |
| 2011/12         | Plzeňská krajská soutěž – sk. B | 6. úroveň | 10. místo | Zápas o 9. místo (výhra)            |              |
| 2012/13         | Plzeňská krajská soutěž – sk. B | 6. úroveň | 11. místo | Skupina o udržení (3. místo)        | Sestup       |
| 2013/14         | Plzeňská krajská soutěž – sk. C | 7. úroveň | 7. místo  | Čtvrtfinále                         |              |
| 2014/15         | Plzeňská krajská soutěž – sk. C | 7. úroveň | 4. místo  | Čtvrtfinále                         |              |
| 2015/16         | Plzeňská krajská soutěž – sk. C | 7. úroveň | 3. místo  | Finálová skupina (3. místo)         | Reorganizace |
| 2016/17         | Plzeňská krajská soutěž – sk. B | 6. úroveň | 5. místo  |                                     |              |
| 2017/18         | Plzeňská krajská soutěž – sk. B | 6. úroveň | 1. místo  |                                     |              |
| 2018/19         | Plzeňská krajská soutěž – sk. B | 6. úroveň |           |                                     |              |